# Jerzy (biskup koptyjski)
Jerzy – duchowny Koptyjskiego Kościoła Ortodoksyjnego, od 2001 biskup Mataj.

## Życiorys
23 marca 1978 złożył śluby zakonne w Monasterze św. Paisjusza. Święcenia kapłańskie przyjął 30 marca 1980. Sakrę biskupią otrzymał 30 maja 1999 jako biskup generalny. 3 czerwca 2001 został mianowany biskupem Mataj.